# 北豊県 (遼寧省)
北豊県（ほくほう-けん）は中華人民共和国遼寧省にかつて存在した県。現在の瓦房店市の一部に相当する。
後漢末に設置され、西晋に廃止された。